# 嵌埋星團

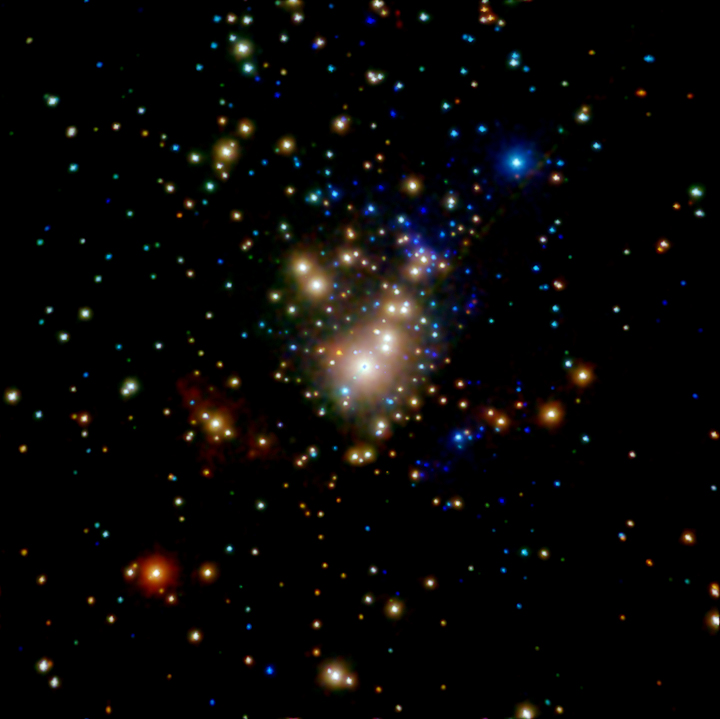
獵戶座的X射線檢視顯示了 嵌埋星團的獵戶四邊形。

嵌埋星團（英語：Embedded cluster）是仍然被其祖先分子雲包圍的疏散星團。
它們通常是活躍的恆星形成區域，從而產生具有相似年齡和成分的恆星。
由於恆星周圍有濃密的物質，它們在可見光中看起來被遮擋了，但可以使用電磁波譜的其它部分，例如可以穿透星雲物質看到的近紅外和X射線進行觀察。在銀河系中，嵌埋星團大多位於銀河系盤內或銀河中心附近，那裡是大多數恆星形成活動發生的地方。
在嵌埋星團中誕生的恆星天體的大小可以根據初始質量函數進行分佈，每顆高質量恆星的形成都會伴隨形成許多低質量恆星。儘管如此，溫度等級為O和B，它們比低質量恆星明顯更熱、更亮，通過電離它們周圍的氣體產生電離氫區，對它們的星際環境產生不成比例的影響。許多超緻密電離氫區的大質量原恆星的前身與嵌埋星團有關。
隨著時間的推移，輻射壓力和恆星周圍剩餘氣體與塵埃的吸積將吹散分子雲並產生更廣為人知的疏散星團。
幾個著名的嵌埋星團包括獵戶座星雲中的梯形星團]、蛇夫座ρ星雲複合體中的L1688、玫瑰星雲中的NGC 2244、三裂星雲中的星團、鷹星雲中的NGC 6611，以及船底座星雲中的川普勒14、15和16。